# Vanadium(V)oxide
Vanadium(V)oxide (V2O5) is een anorganische verbinding van vanadium. De stof komt voor als een okergeel poeder, dat slecht oplosbaar is in water. Het wordt beschouwd als de belangrijkste verbinding van vanadium, omdat het onder meer als katalysator bij redoxreacties kan optreden.
De stof is erg toxisch en irriterend, omwille van de hoge oxidatietoestand. Tevens is vanadium(V)oxide een amfoteer en een krachtige oxidator. In tegenstelling tot andere metaaloxides, lost het (zij het in minimale hoeveelheid) op in water door middel van hydrolyse.

## Synthese
Vanadium(V)oxide kan bereid worden door oxidatie van vanadium met een overmaat zuurstofgas:
{\displaystyle {\ce {4V + 5O2 -> 2V2O5}}}
Deze reactie is echter niet nauwkeurig, waarmee bedoeld wordt dat het leidt tot vorming van een mengsel van verschillende oxiden van vanadium. Een betere synthesemethode is de ontleding van ammoniummetavanadaat bij 200 °C:
{\displaystyle {\ce {2NH4VO3 -> V2O5 + 2NH3 + H2O}}}

## Eigenschappen

### Zuur-base-reacties
Aangezien vanadium(V)oxide een amfoteer is, reageert de stof zowel met een zuur als met een base, wat veel mogelijkheden schept in de scheikunde. In een reactie met salpeterzuur wordt een oplossing gevormd, met daarin zouten van vanadyl(V), VO2+, ook wel (enigszins incorrect) pervanadyl genoemd:
{\displaystyle {\ce {V2O5 + 2HNO3 -> 2VO2NO3 + H2O}}}
Het reageert met sterke basen tot orthovanadaten (VO43−). Bij verlaging van de pH ontstaan hieruit polyoxovanadaten, die afhankelijk van de pH, een complexe structuur hebben.
Thionylchloride zet vanadium(V)oxide om in vanadiumoxytrichloride:
{\displaystyle {\ce {V2O5 + 3SOCl2 -> 2VOCl3 + 3SO2}}}

### Redoxreacties
In zuur waterig milieu ondergaat vanadium(V)oxide een redoxreactie, waarbij het vanadyl-ion wordt gevormd:
{\displaystyle {\ce {V2O5 + 6HCl + 7H2O -> 2[VO(H2O)5]^2+ + 4Cl- + Cl2}}}
Vanadium(V)oxide kan gereduceerd worden door oxaalzuur, koolstofmonoxide of zwaveldioxide tot vanadium(IV)oxide. De kleur van de oplossing verandert hierbij van oranje naar diepblauw. Verdere reductie met waterstofgas of een overmaat koolstofmonoxide leidt tot een complex mengsel van oxiden, zoals V4O7 en V5O9, wat verder reageert tot het zwarte vanadium(III)oxide.

## Biologisch activiteit
Zakpijpen (Ascidiacea) bevatten vanabine, een eiwit waarbij vanadaat (VO43−) wordt gevormd door hydrolyse van vanadium(V)oxide. De functie van die eiwitten is tot op heden onbekend.